# لوتا ليبيستو
لوتا ليبيستو (بالفنلندية: Lotta Henttala)‏ (و. 1989  م) هي دراجة، من فنلندا، شاركت في ركوب الدراجات في الألعاب الأولمبية الصيفية 2016.

## سباقات أو مراحل فاز بها
| التاريخ        | السباق                                               | المركز                  |
| -------------- | ---------------------------------------------------- | ----------------------- |
| 27 مايو 2007   | Tjejtrampet 2007                                     |                         |
| 25 يونيو 2008  | سباق الدراجات ضد الساعة للسيدات في بطولة فنلندا 2008 |                         |
| 28 يونيو 2008  | سباق الطريق للسيدات في بطولة فنلندا 2008             |                         |
| 26 يونيو 2009  | سباق الدراجات ضد الساعة للسيدات في بطولة فنلندا 2009 |                         |
| 16 يونيو 2012  | سباق الطريق للسيدات في بطولة فنلندا 2012             |                         |
| 28 يونيو 2013  | سباق الدراجات ضد الساعة للسيدات في بطولة فنلندا 2013 |                         |
| 29 يونيو 2013  | سباق الطريق للسيدات في بطولة فنلندا 2013             |                         |
| 17 مايو 2014   | 2014 Trofee Maarten Wynants                          | الرابع في التصنيف العام |
| 27 يونيو 2014  | سباق الدراجات ضد الساعة للسيدات في بطولة فنلندا 2014 |                         |
| 28 يونيو 2014  | سباق الطريق للسيدات في بطولة فنلندا 2014             |                         |
| 03 أغسطس 2014  | Tour de Bochum 2014                                  | الثالث في التصنيف العام |
| 09 مايو 2015   | 2015 Tour de Berne (women's race)                    |                         |
| 24 يونيو 2015  | سباق الدراجات ضد الساعة للسيدات في بطولة فنلندا 2015 |                         |
| 27 يونيو 2015  | سباق الطريق للسيدات في بطولة فنلندا 2015             |                         |
| 21 مايو 2016   | 2016 Tour de Berne (women's race)                    |                         |
| 22 مايو 2016   | 2016 GP Cham-Hagendorn                               |                         |
| 22 يونيو 2016  | سباق الدراجات ضد الساعة للسيدات في بطولة فنلندا 2016 |                         |
| 02 يوليو 2016  | سباق الطريق للسيدات في بطولة فنلندا 2016             |                         |
| 15 أكتوبر 2016 | سباق الطريق للسيدات في بطولة العالم 2016             |                         |
| 22 مارس 2017   | دفارز دور فلاندرز للسيدات 2017                       | الأول في التصنيف العام  |
| 26 مارس 2017   | غنت-وفلجم للسيدات 2017                               | الأول في التصنيف العام  |
| 16 يونيو 2017  | سباق الدراجات ضد الساعة للسيدات في بطولة فنلندا 2017 |                         |
| 17 يونيو 2017  | سباق الطريق للسيدات في بطولة فنلندا 2017             |                         |
| 13 أغسطس 2017  | أوبن دي سويد فارجاردا - سباق الطريق 2017             | الأول في التصنيف العام  |
| 29 يونيو 2018  | سباق الدراجات ضد الساعة للسيدات في بطولة فنلندا 2018 |                         |
| 30 يونيو 2018  | سباق الطريق للسيدات في بطولة فنلندا 2018             |                         |
| 16 يونيو 2023  | سباق الزمن على الطريق للسيدات في بطولة فنلندا 2023   |                         |
| 17 يونيو 2023  | سباق الطريق للسيدات في بطولة فنلندا 2023             |                         |
| 25 يناير 2025  | 2025 Trofeo Marratxi-Felanitx                        |                         |

## روابط خارجية
- لوتا ليبيستو على موقع الاتحاد الدولي للدراجات (الإنجليزية)
- لوتا ليبيستو على موقع أرشيف الدراجات (الإنجليزية)
- لوتا ليبيستو على موقع إحصائيات الدراجات الإحترافية (الإنجليزية)
- لوتا ليبيستو على موقع نسبة الدراجات (الإنجليزية)
- لوتا ليبيستو على موقع CycleBase (الإنجليزية)
- لوتا ليبيستو على موقع أوليمبيديا (الإنجليزية)